# فانجارد (فلم)
فانجارد (بالإنجليزية: Vanguard) هو فيلم مغامرات صيني لعام 2020 من تأليف وإخراج ستانلي تونغ وبطولة جاكي شان ويانغ يانغ وميا موكي.
كان من المقرر إطلاق فيلم فانجارد في 25 يناير 2020 في الصين ولكن تم تأجيله بسبب جائحة كوفيد-19. تم إصداره لاحقًا في 30 سبتمبر 2020 في الصين، و 20 نوفمبر 2020 في الولايات المتحدة، و25 ديسمبر 2020 في الهند. تلقى الفيلم آراء متباينة، حيثُ أشاد النقاد بأداء جاكي شان لكنهم انتقدوا تسلسل الحركة والموسيقى والسيناريو والتحرير ووقت التشغيل.

## إنتاج
كانت مواقع التصوير في دبي والإمارات العربية المتحدة والهند ولندن. في يناير 2019، كاد جاكي شان أن يغرق أثناء تصوير مشهد من مشاهد الفيلم. وبحسب ما ورد حصل تشان على 80 مليون يوان (حوالي 12 مليون دولار أمريكي).

## تسجيل صوتي
ومن بين الفنانين في الموسيقى التصويرية الرسمية جاكي شان كان يغني أغنية «طموح في قلبي» وديماش كودايبيرجن.

## إصداره
كان من المقرر إصداره في 25 يناير 2020 في الصين ولكن سحب بسبب جائحة فيروس كورونا. تأخرت الإصدارات المسرحية في سنغافورة والفلبين بسبب تأجيل عرض الفيلم في الصين. نظرًا لأن تفشي جائحة فيروس كورونا في الصين تسبب في إلغاء العديد من العروض المسرحية الأولى، فإن بعض اللوائح تمنع طرح أي فيلم صيني في الخارج قبل إطلاقه محليًا في الصين.
حصلت Gravitas Ventures على حقوق أمريكا الشمالية وكان لها إصدار واسع، بما في ذلك drive-ins وآيماكس، في 20 نوفمبر 2020.
تم إصدار هذا الفيلم بتنسيق بلو راي ودي في دي في هونغ كونغ في 15 ديسمبر 2020.

## شباك التذاكر
حققت Vanguard أرباحًا قدرها 246 مليون يوان (حوالي 37 مليون دولار أمريكي) في أول أسبوعين لها في دور السينما الصينية. حقق أسوأ أداء من بين جميع الأفلام المحلية الأخرى خلال عطلة الأسبوع الذهبي الوطنية.

## روابط خارجية
- فانجارد  في قاعدة بيانات الأفلام على الإنترنت (بالإنجليزية)